# Douglas Sills
Douglas Sills (Detroit, 5 luglio 1960) è un attore statunitense.

## Biografia
Douglas Sills è nato a Detroit, figlio di Rhosa Nemeth ed Archie Sills, e ha studiato all'Università del Michigan e all'American Conservatory Theater. Iniziò a recitare professionalmente alla fine degli anni ottanta, ottenendo il suo primo ruolo importante nella tournée statunitense di Into the Woods tra il 1988 e il 1990. Due anni dopo attraversò nuovamente il Paese nella tournée statunitense del musical The Secret Garden, mentre nel 1995 interpretò il co-protagonista Freddy nel musical Chess a Los Angeles. Nel 1997 ha rimpiazzato Howard McGillin come doppiatore del principe Derek ne L'incantesimo del lago 2 - Il segreto del castello. Sempre nel 1997 fece il suo debutto a Broadway con The Scarlet Pimpernel e dopo tre anni nel cast del musical a Broadway si unì al tour statunitense dello spettacolo. Per la sua performance nel ruolo di Percy ha ricevuto una nomination al Tony Award al miglior attore protagonista in un musical.
Successivamente ha interpretato Mack Sennett nel musical Mack and Mabel a Los Angeles (2000), Benedetto in Molto rumore per nulla a Cosa Mesa (2001) e Gaylord Ravenal in Show Boat a Los Angeles (2002). Dopo aver recitato in A Little Night Music a Washington nel 2002, nel 2003 tornò a Broadway in un revival di Little Shop of Horrors. Nel 2005 recitò con Marin Mazzie in un adattamento semiscenico di On the Twentieth Century, mentre nel 2011 fu Gomez Addams nel tour statunitense del musical La famiglia Addams. Nel 2017 tornò a Broadway in War Paint, in cui recitava accanto a Patti LuPone e Christine Ebersole. Nel 2020 ha interpretato nuovamente Mack Sennett in un allestimento di Mack and Mabel al New York City Center.

## Filmografia parziale

### Cinema
- Bebè mania, regia di Leonard Nimoy (1990)
- Deuce Bigalow - Puttano in saldo (Deuce Bigalow: European Gigolo), regia di Mike Bigelow (2005)
- Natale in città con Dolly Parton (Dolly Parton's Christmas on the Square), regia di Debbie Allen (2020)

### Televisione
- Disneyland – serie TV, 1 episodio (1988)
- The Cavanaughs – serie TV, 1 episodio (1989)
- Murphy Brown – serie TV, 1 episodio (1990)
- Generations – serie TV, 1 episodio (1990)
- Models, Inc. – serie TV, 2 episodi (1994-1995)
- Il cane di papà – serie TV, 1 episodio (1995)
- Sisters – serie TV, 1 episodio (1995)
- I viaggiatori – serie TV, 1 episodio (1995)
- Cinque in famiglia – serie TV, 2 episodi (1996)
- Da un giorno all'altro – serie TV, 1 episodio (2001)
- Will & Grace – serie TV, 1 episodio (2001)
- Sabrina, vita da strega – serie TV, 2 episodi (2001-2002)
- Numb3rs – serie TV, 1 episodio (2003)
- The Closer – serie TV, 2 episodi (2005-2006)
- CSI - Scena del crimine – serie TV, 1 episodio (2007)
- Chicago Justice – serie TV, 1 episodio (2017)
- Katy Keene – serie TV, 1 episodio (2020)
- The Gilded Age – serie TV (2022-in corso)

### Doppiaggio
- L'incantesimo del lago 2 - Il segreto del castello (The Swan Princess: Escape from Castle Mountain), regia di Richard Rich (1997)

## Doppiatori italiani
Nelle versioni in italiano delle opere in cui ha recitato, Douglas Sills è stato doppiato da:
- Davide Marzi in Deuce Bigalow - Puttano in saldo, CSI - Scena del crimine
- Luca Ward ne Il caso Justin
- Fabrizio Manfredi ne L'incantesimo del lago 2 - Il segreto del castello
- Francesco Prando in The Closer (ep. 1x10)
- Fabrizio Pucci in The Closer (ep. 2x04)
- Raffaele Palmieri in The Gilded Age